# Чипка
Чипка је самостални, шупљикави, ручни рад који настаје у доба ренесансе на простору Медитерана и западне Европе.
Чипкарство као специфичан облик текстилног рукотворства, своје корене налази у рудиментарним захватима израде текстилних творби - различитом преплитању нити. Његов предмет израде је украсна творба - чипка. Две основне технике израде чипке су шивење иглом (чипка на иглу) и преплитање нити помоћу калема (чипка на калем).

## Историја
Време настанка праве чипке је ренесанса, период када се у уметности напушта тешки средњовековни колорит, па се и у обликовању текстила тражи нова лепота у једноставности и чистоти белине. Место настанка првих чипака подручје је Европе. Према досадашњим сазнањима, чипка на иглу настаје у ширем окружењу Медитерана, на подручју Венеције, док се истовремено вештина чипкарства на калем развила у околини Антверпена у Белгији.

## Чипкарство у Хрватској
Израда чипке у Хрватској је традиционална вештина која се развијала нешто другачији него у осталом делу Европе. Чипкарство је у Хрватској жива културна традиција која се данас одржава у бар три региона. Реч је о три различите традиције чипкарства у Хрватској, усредсређене на градове Паг на Јадрану, Лепоглаву у северној Хрватској и Хвар на истоименом далматинском острву. Традиционално хрватско чипкарство уврштено је 2009. године на Унескову листу нематеријалног културног наслеђа света.

## Спољашњи извори
- http://www.min-kulture.hr/default.aspx?id=2582 (preuzeto 16. септембар 2010)
- http://www.min-kulture.hr/default.aspx?id=5228 (preuzeto 16. септембар 2010)